# 底棲光鰓魚
底棲光鰓魚（學名：Chromis abyssicola），又稱底棲光鰓雀鯛，是輻鰭魚綱鱸形目雀鯛科光鰓魚屬的其中一種，分布於西南太平洋澳洲東南部及諾福克島海域，深度90至152公尺，本魚體呈橢圓形而側扁，背鰭硬棘13枚、背鰭軟條13-14枚、臀鰭硬棘2枚、臀鰭軟條11-12枚，體長可達12.5公分，棲息在較深的外海，以浮游生物為食，繁殖期成對出現，雄魚會守護魚卵至孵化，生活習性不明。